# 1565年
| 千纪： | 2千纪 |
| 世纪： | 15世纪 \| 16世纪 \| 17世纪                                                                                 |
| 年代： | 1530年代 \| 1540年代 \| 1550年代 \| 1560年代 \| 1570年代 \| 1580年代 \| 1590年代                           |
| 年份： | 1560年 \| 1561年 \| 1562年 \| 1563年 \| 1564年 \| 1565年 \| 1566年 \| 1567年 \| 1568年 \| 1569年 \| 1570年 |
| 纪年： | 乙丑年（牛年）；明嘉靖四十四年；蔡伯贯大宝元年；越南莫朝淳福元年，后黎朝正治八年；日本永祿八年             |

## 大事记
- 武田義信因為企圖暗殺武田信玄而被視為謀反，被監禁在甲府東光寺。
- 鄂圖曼遠征亞齊。
- 耶稣会会士在澳门定居。
- 伊凡四世建立了沙皇特轄地區制，給貴族勢力很大的打擊。
- 德干高原信奉伊斯蘭教的比德爾蘇丹國開始侵略南印度信奉印度教的毗奢耶那伽羅王朝。
- 北條氏康攻擊關宿城，上杉輝虎聯合佐竹義重欲救之，北條軍不戰而退。
- 仁蚌巴屬的三竹節（今日喀則市）宗本辛厦巴·才旦多吉起兵造反，擊敗仁蚌巴的前來鎮壓軍隊，攻佔了倫珠孜宗（在今白朗縣）和帕日宗，推翻仁蚌巴阿旺吉扎的统治，建立藏巴汗政權。
- 3月1日——里约热内卢建城。
- 4月27日——西班牙人入侵，攻占宿务岛，建立第一个居民点，開啟了將大量的美洲白銀（主要是波托西銀礦）從新西班牙總督轄區阿卡普爾科經菲律賓中轉輸入到中國的貿易路線，即馬尼拉大帆船。
- 6月17日——永祿之變，足利義輝被松永久秀等人指使刺殺，足利義輝的弟弟一乘院覺慶（後來還俗並改名為足利義昭）亦被幽禁在興福寺，被細川藤孝與三淵藤英等人一同將其救出還俗，先後投奔越前國一乘谷城朝倉義景與美濃信長求助。
- 9月8日——奥斯曼帝国终止对马耳他的围攻。

## 出生
- 森蘭丸，日本戰國小姓（逝世於1582年本能寺之變）

## 逝世
- 江瓘，中国医学家（生于1503年）。
- 嚴世蕃，严嵩之子，被处决（生于1513年）。
- 6月17日——足利义辉，日本幕府将军（生于1536年）。
- 7月16日——伊達稙宗，陸奧國的戰國大名（生于1488年）。
- 11月11日——飯富虎昌，日本戰國時代的武將，甲斐國武田氏重臣（生于1504年）。
- 11月25日——胡宗憲，明朝抗倭名將，因嚴嵩事被捕入獄後自盡（生于1512年）。
- 12月9日——庇護四世，教宗（出生于1499年）。